# Andeocalynda banosense
Andeocalynda banosense — вид примарових комах родини Diapheromeridae. Описаний у 2020 році.

## Поширення
Ендемік Еквадору. Відомий лише у типовому місцезнаходженні — місто Баньйос в провінції Тунґурауа в центральній частині країни. Трапляється у тропічному гірському лісі на висоті 1800—1850 м.

## Опис
Комаха завдовжки 65,7-68 мм. Тіло сіро-коричневого забарвлення. Зовні схожий на суху гілочку.